# Elchovets
Elchovets (bulgariska: Елховец) är ett distrikt i Bulgarien.   Det ligger i kommunen Obsjtina Rudozem och regionen Smoljan, i den södra delen av landet, 190 km sydost om huvudstaden Sofia.
I omgivningarna runt Elchovets växer i huvudsak lövfällande lövskog. Runt Elchovets är det ganska glesbefolkat, med 27 invånare per kvadratkilometer.